# Günther Treptow

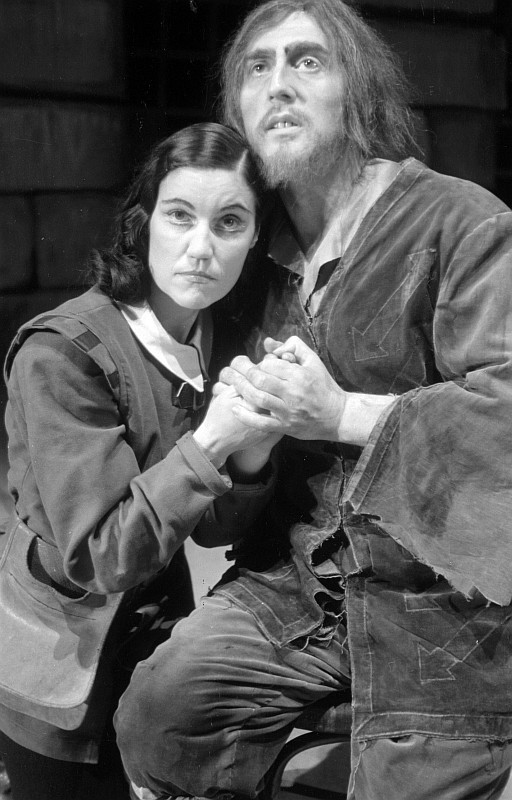
Karina Kitz como Leonora y Günther Treptow como Florestan

Günther Treptow (Berlín, 22 de octubre de 1907 - Berlín 28 de marzo de  1981) fue un tenor heroico alemán.

## Trayectoria
Estudió en la Berlin Musikhochschule y en Milán debutando en 1936 en Berlín como el cantante italiano en Der Rosenkavalier de Richard Strauss.
Siguieron debuts en la Volksoper vienesa, en Múnich, la Wiener Staatsoper y en el Festival de Bayreuth en 1950. 
En La Scala de Milán, La Monnaie en Bruselas, Covent Garden, Teatro Colón en Buenos Aires (1955, Parsifal y Tristan con Birgit Nilsson), Metropolitan Opera, Moscú y Leningrado.
Se destacó particularmente como Siegmund en Die Walküre, Siegfried, en Götterdämmerung, en Tristan und Isolde y como Max en Der Freischütz, Steva en Jenufa, Canio en I Pagliacci, y Otello de Verdi.
Perteneció al cuerpo estable de la Opera Estatal de Berlín (Staatsoper Unter den Linden) entre 1961 y su retiro en 1972.

## Discografía de referencia
- 1948 - Die Walküre (Wagner), Rudolf Moralt

- 1948 - Siegfried (Wagner), Rudolf Moralt

- 1948 - Götterdämmerung (Wagner), Rudolf Moralt

- 1948 - Parsifal (Wagner), Rudolf Moralt

- 1949 - Die Meistersinger von Nürnberg (Wagner), Eugen Jochum

- 1950 - Il Tabarro (Puccini), Wilhelm Loibner

- 1950 - Tannhäuser (Wagner), Kurt Schröder

- 1950 - Tristan und Isolde (Wagner), Hans Knappertsbusch

- 1950 - Die Meistersinger von Nürnberg (Wagner), Hans Knappertsbusch

- 1950 - Das Rheingold (Wagner), Wilhelm Furtwängler

- 1950 - Die Walküre (Wagner), Wilhelm Furtwängler

- 1952 - Tristan und Isolde (Wagner), Erich Kleiber

- 1952 - Die Walküre (Wagner), Joseph Keilberth

- 1954 - Tiefland (d'Albert), Rudolf Moralt

- 1964 - Die Meistersinger von Nürnberg (Wagner)

- 1968 - Der junge Lord (Henze), Christoph von Dohnányi